# Herbert Gerisch
Herbert Gerisch (* 15. April 1922 in Strohkirchen, Mecklenburg; † 1. April 2016 in Neumünster, Schleswig-Holstein) war ein deutscher Bauunternehmer und Politiker (CDU). Er war Hauptgeschäftsführer der Kieler Bau-Investitions-Gesellschaft (BIG) und Vorstandsvorsitzender der damit verflochtenen Big-Heimbau. Er war 1969 und 1970 Bürgermeister von Neumünster und von 1963 bis 1967 sowie von 1970 bis 1977 Mitglied des Landtags von Schleswig-Holstein.

## Leben
Gerisch besuchte die Volksschule in Strohkirchen und ging anschließend zum Realgymnasium in Ludwigslust. Er schloss die Schule 1940 mit dem Abitur ab. Am 25. September 1940 beantragte er die Aufnahme in die NSDAP und wurde rückwirkend zum 1. September desselben Jahres aufgenommen (Mitgliedsnummer 7.777.421). Danker und Lehmann-Himmel charakterisieren ihn in ihrer Studie über das Verhalten und die Einstellungen der Schleswig-Holsteinischen Landtagsabgeordneten und Regierungsmitglieder der Nachkriegszeit in der NS-Zeit jedoch aufgrund seines jungen Alters lediglich als „NS-sozialisiert“. Danach wurde er zunächst Berufsoffizier. Nach dem Zweiten Weltkrieg war Gerisch als Angestellter in der Wohnungswirtschaft tätig. 1955 wurde er Vorstandsvorsitzender der BIG-Heimbau e. G., ab 1973 war er zugleich Hauptgeschäftsführer der BIG Bau-Investitions-Gesellschaft mbH. Gerisch war damit Chef einer der zu der Zeit größten Baugesellschaften in Norddeutschland. 1990 wechselte er vom Vorstand in den Aufsichtsrat.
Gerisch war Kreisvorsitzender der CDU in Neumünster und Mitglied des Landesvorstandes der CDU Schleswig-Holstein. Er war Vorsitzender des Landesfachausschusses der CDU für Wohnungswesen, Städtebau und Raumordnung sowie Mitglied des Bundesausschusses und des Bundesstrukturausschusses.
Von 1955 bis 1974 war Gerisch Ratsherr der Stadt Neumünster, in der Zeit von 1955 bis 1968 als CDU-Fraktionsvorsitzender. Von 1969 bis 1970 war er Bürgermeister von Neumünster. Das Amt des Kulturdezernenten der Stadt übte er von 1959 bis 1974 aus, zwischen 1969 und 1970 war er zugleich Schuldezernent.
Gerisch wurde am 9. Januar 1963, wenige Monate nach Beginn der fünften Wahlperiode als Nachrücker Mitglied des schleswig-holsteinischen Landtags. Zunächst war er Abgeordneter bis zum Ende der Legislaturperiode am 28. April 1967. Während der sechsten Wahlperiode rückte Gerisch zum zweiten Mal in den Landtag nach und wurde am 8. Januar 1970 wieder Landtagsmitglied. Bei den Landtagswahlen der Jahre 1971 und 1975 wurde Gerisch jeweils im Wahlkreis 24 (Neumünster) als Direktkandidat der CDU in den schleswig-holsteinischen Landtag gewählt. Er blieb Abgeordneter, bis er am 13. Mai 1977 sein Mandat niederlegte, nachdem das Landesparlament Anfang des Monats einem Antrag der Opposition folgend einen Untersuchungsausschuss „zur Aufklärung über die mögliche Beeinflussung der Landespolitik durch geschäftliche Interessen des Abgeordneten Gerisch (CDU)“ eingesetzt hatte.

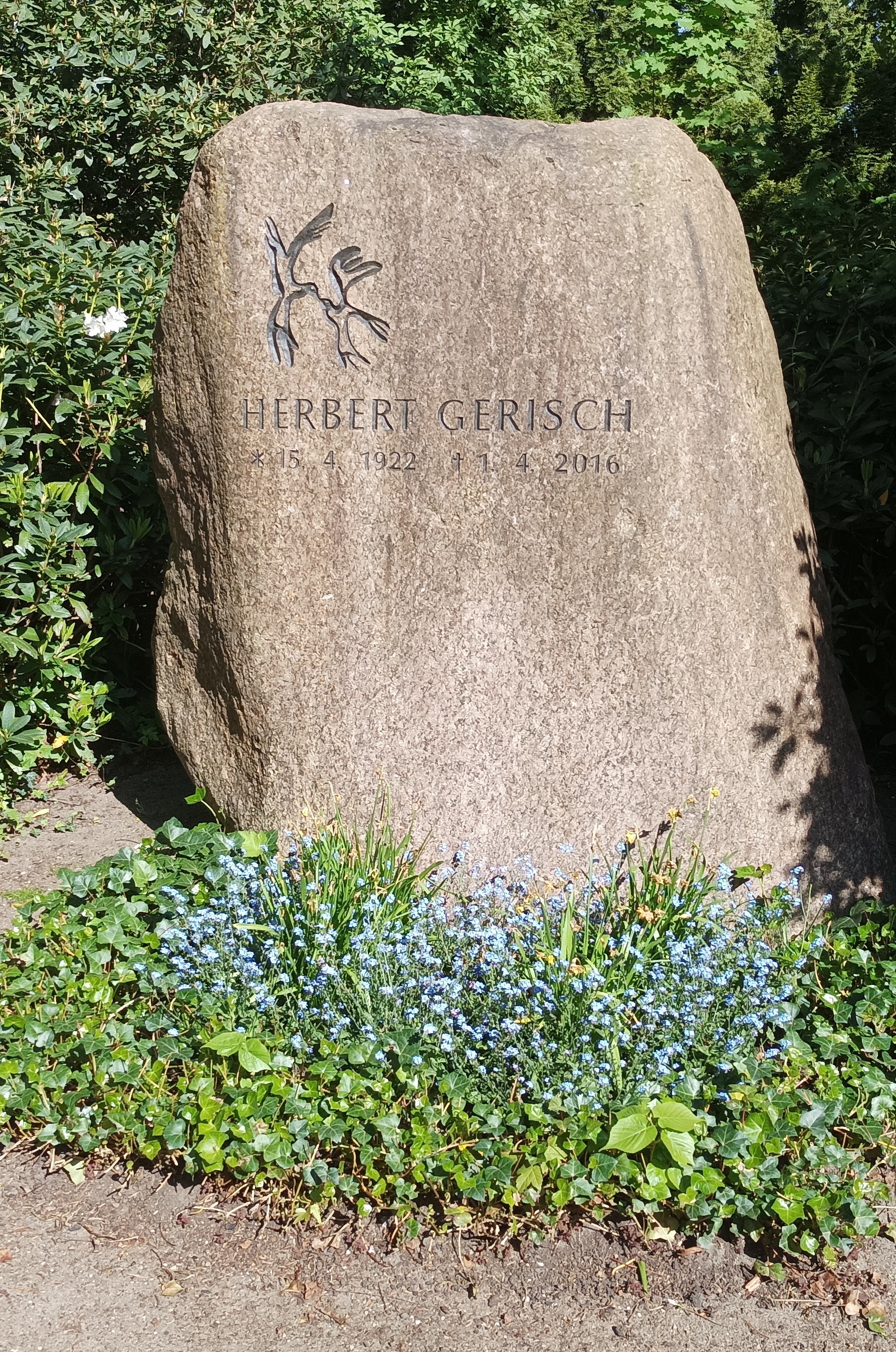
Grab von Herbert Gerisch, Nordfriedhof Neumünster

Gerisch war Mitglied des wohnungswirtschaftlichen Beirates und des Rates für Stadtentwicklung beim schleswig-holsteinischen Innenministerium. Zudem war er Landesbeiratsvorsitzender des Deutschen Siedlerbundes, Mitglied des Haupt- und Verbandsausschusses des Verbands Norddeutscher Wohnungsunternehmen e. V. in Hamburg, Mitglied des Verwaltungsrates der Wohnungsbaukreditanstalt des Landes Schleswig-Holstein sowie mehrerer Aufsichtsräte und Beiräte.
Gerisch erhielt die Freiherr-vom-Stein-Medaille des Landes Schleswig-Holstein. 1971 wurde ihm das Bundesverdienstkreuz am Bande verliehen.
Gerisch war langjähriger Kreisvorsitzender des Deutschen Roten Kreuzes Neumünster. Gemeinsam mit seiner Frau gründete er 2001 die Herbert Gerisch Stiftung, eine Kunststiftung mit dem Ziel der Schaffung eines Skulpturenparks in Neumünster.
Gerisch starb 2016 im Alter von 93 Jahren in Neumünster. Er wurde auf dem dortigen Nordfriedhof begraben.